# Прайс, Ричард (физик)
Ри́чард Ге́нри Прайс (род. 1 марта 1943, Нью-Йорк) — американский физик, специалист в области общей теории относительности.

## Биография
В 1960 году поступил в Корнеллский университет, в 1965 закончил его, получив степень бакалавра наук как инженер-физик. В 1971 году, защитив в Калифорнийском технологическом институте диссертацию на тему «Несферические возмущения релятивистского гравитационного коллапса» (англ. Nonspherical Perturbations of Relativistic Gravitational Collapse), получает степень доктора философии.
С 1971 года преподаёт в университете Юты, с 2004 года занимает должность профессора физики в Техасском университете в Браунсвилле (англ.).
Член Американского физического общества с 1991 года.

## Публикации
- Problem Book in Relativity and Gravitation (в соавторстве с Аланом Лайманом, Вильямом Прессом и Солом Теукольски). Princeton University Press, 1975. — ISBN 0-691-08162-X.
- Black Holes: the Membrane Paradigm (в соавторстве с Кипом Торном и Macdonald, Douglas A.). Yale University Press, 1986. — ISBN 0-300-03770-8.
- The Future of Spacetime (в соавторстве с Кипом Торном, Стивеном Хокингом, Игорем Новиковым, Тимоти Феррисом[англ.] и Аланом Лайтманом). Нью-Йорк: W. W. Norton & Co., 2002. — ISBN 0-393-02022-3.

### Труды, изданные в русском переводе
- Чёрные дыры: Мембранный подход = Black Holes: The membrane paradigm / Под ред. К. Торна, Р. Прайса и Д. Макдональда. — Пер. с англ. — М.: Мир, 1988. — 428 с. — ISBN 5030010513..
- Будущее пространства-времени (в соавторстве с Кипом Торном, Стивеном Хокингом, Игорем Новиковым, Тимоти Феррисом и Аланом Лайтманом). СПб.: Амфора, 2012. — 254 с. — ISBN 978-5-367-02236-0.